# Thermopsis alpina
Thermopsis alpina là một loài thực vật có hoa trong họ Đậu. Loài này được (Pall.) Ledeb. miêu tả khoa học đầu tiên.